# Посольство Ірландії в Україні
Посольство Ірландії в Києві — офіційне дипломатичне представництво Ірландії в Україні, відповідає за підтримання та розвиток відносин між двома країнами.

## Історія посольства
Після проголошення незалежності Україною 24 серпня 1991 року Ірландія визнала сувернітет України 31 грудня 1991 року. Дипломатичні відносини між країнами встановлено 1 квітня 1992 року. До створення окремого дипломатичного представництва посол Ірландії в Празі був послом в Україні за сумісництвом.
Повноцінне посольство в Києві було відкрито 26 серпня 2021 року.

## Посли Ірландії в Україні
1. Патрік МакКейб (Patrick McCabe) (1992—1995)[2][3], з резиденцією в Москві.
2. Марі Крос (Marie Cross) (1995—1999), з резиденцією в Празі.
3. Майкл Коллінз (Michael Collins) (1999—2001)
4. Джозеф Хейс (Joseph Hayes) (2002—2005)
5. Донал Гаміл (Donal Hamill) (2005—2008)[4]
6. Річард Райан (Richard Ryan) (2009—2011)
7. Елісон Келлі (Alison Kelly) (2012—2015)[5]
8. Чарльз Шіген (Charles Sheehan) (2015—2019)
9. Кліона Манахан (Cliona Manahan) (2019—2021)[6]
10. Тереса Ґілі (Terese Martina Helly) (2021—2024), з резиденцією в Києві.
11. Джонатан Конлон (Jonathan Conlon) (2024-)[7]